# ГЕС Буссенто
ГЕС Буссенто (італ. Centrale idroelettrica di Bussento) — гідроелектростанція на півдні Італії, в історичному регіоні Кампанія, яка діє у сточищі річки Буссенто (впадає у Тірренське море на узбережжі провінції Салерно).
Забір води для роботи ГЕС відбувається зі створеного на Буссенто за допомогою земляної греблі невеликого водосховища Сабетта об'ємом 400 тис. м3. Окрім прямого стоку, сюди перекидають додатковий ресурс із Шараполамо (права притока Буссенто). Від водосховища починається дериваційний тунель завдовжки 7,5 км. Спочатку він прямує лівобережжям річки та за кілька кілометрів перетинає її по акведуку і переходить у правобережний гірський масив (втім, уже за кілька сотень метрів після цього Буссенто йде під землю у карстові порожнини, щоб виринути на поверхню за 5 км, неподалік машинного залу станції). Надалі головний дериваційний тунель приймає додатковий ресурс із бічного відгалуження до Ріо-Казалетто (притока все тієї ж Буссенто, але цього разу ліва), а на завершальному етапі переходить у напірний водогін завдовжки 1,3 км та діаметром від 3,4 до 2,5 метра.
Вода надходить до машинного залу, спорудженого біля впадіння у Буссенто згаданої раніше правої притоки Шараполамо. Основне обладнання станції складається із двох турбін типу Френсіс потужністю по 30 МВт, які працюють при напорі у 266 метрів.
На початку 2010-х років станція виробляла від 97 до 153 млн кВт·год електроенергії на рік.